# Konstantínos Sloúkas
Konstantínos « Kóstas » Sloúkas (grec moderne : Κωνσταντίνος «Κώστας» Σλούκας), né le 15 janvier 1990 à Thessalonique en Grèce, est un joueur grec de basket-ball. Il évolue aux postes de meneur et d'arrière. 

## Biographie
À l'été 2008, Sloúkas participe au Championnat d'Europe des 18 ans et moins qui se déroule en Grèce. L'équipe de Grèce remporte le championnat et Sloúkas fait partie de l'équipe type de la compétition avec le MVP lituanien Donatas Motiejūnas, le Croate Mario Delaš, le Grec Níkos Pappás et le Turc Enes Kanter.
Fin février 2017, Sloukas se blesse au genou gauche et devrait manquer la compétition entre 4 et 6 semaines.
Au mois de juillet 2020, il retourne à l'Olympiakos, son ancien club, après cinq saisons passées dans le championnat turc. Il signe un contrat pour trois saisons,.
En juillet 2023, il choisit de signer pour le grand rival de l'Olympiakos, le Panathinaïkos.

## Palmarès
- Vainqueur de l'Euroligue 2012, 2013, 2017 et 2024
- Vainqueur de la coupe de Grèce 2010 et 2022
- Champion de Grèce 2012 et 2015
- Vainqueur de la Coupe internationale en 2013
- Champion de Turquie 2016, 2017 et 2018
- Vainqueur de la coupe de Turquie 2016 et 2019
- Vainqueur de la Coupe présidentielle (en) 2016 et 2017
- Élu dans le deuxième cinq majeur (All-EuroLeague Second Team) de l'Euroligue 2021-2022
- MVP du Final Four de l'Euroligue 2024